# Heinrich Böll

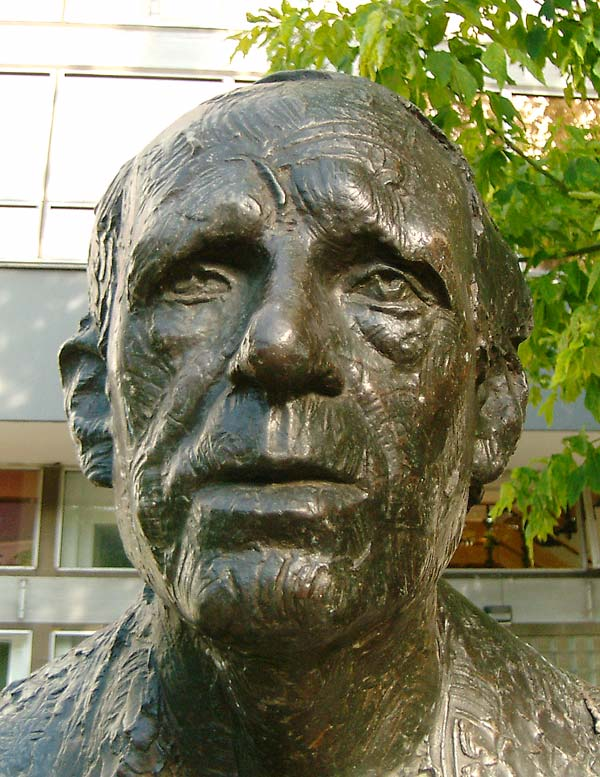
Tượng chân dung Heinrich Böll

Heinrich Theodor Böll (21 tháng 12 năm 1917 – 16 tháng 7 năm 1985) là nhà văn Đức đoạt giải Georg Büchner năm 1967 và giải Nobel Văn học năm 1972.

## Tiểu sử
Böll sinh ở Köln, là con thứ tám của một thợ cả nghề mộc theo Công giáo. Ông bắt đầu làm thơ và viết truyện ngắn từ rất sớm. Năm 1937, sau khi tốt nghiệp trung học, Böll theo học nghề kinh doanh sách ở Köln. Năm 1938 Böll bị huy động vào quân đội dự bị của Đệ Tam Đế chế Đức; trước khi nhập ngũ ông học một học kì ngành Đức ngữ và Ngữ văn cổ điển tại thành phố quê hương; mấy lần bị thương và năm 1945 bị quân đội Mỹ bắt làm tù binh và giam mấy tháng ở miền Nam nước Pháp. Trở về quê, Böll tiếp tục đi học và kiếm sống bằng những công việc không thường xuyên. Năm 1943, ông kết hôn với cô giáo Anne Maria Sech.
Năm 1949 Heinrich Böll trình làng truyện vừa đầu tiên Der Zug war pünktlich (Chuyến tàu đến đúng giờ), trước đó ông đã có gần 60 truyện ngắn đăng báo; truyện phản ánh cuộc sống đời thường sau chiến tranh, văn phong đơn giản hóa một cách chủ ý. Tính vô nghĩa của cuộc chiến tranh đúc rút từ những trải nghiệm cá nhân nhân vật là chủ đề trung tâm trong những tác phẩm này và cũng là đề tài chủ đạo xuyên suốt toàn bộ sáng tác về sau của Böll, thường được gọi là dòng "văn học hoang tàn". Năm 1951 với truyện ngắn Die schwarzen Schafe (Con cừu đen) Böll được trao giải thưởng "Nhóm 47" của Hội Nhà văn Đức hậu chiến. Tác phẩm có thể coi là hoành tráng đầu tiên của Böll là Billard um halb zehn (Ván bi-a lúc chín rưỡi, 1959) được viết với văn phong và cấu trúc phức tạp hơn; tiếp đó là Ansichten eines Clowns (Qua con mắt của chú hề, 1963) nói về tự do cá nhân giữa những sức ép mang tính xã hội và chính trị.
Năm 1971 ra đời tiểu thuyết lớn nhất của Heinrich Böll là Gruppenbild mit Dame (Bức chân dung tập thể với một quý bà) mô tả các sự kiện xảy ra trong khoảng thời gian 1899-1970 với đối tượng chỉ trích là nhà thờ và "xã hội thành đạt". Năm 1972, khi Böll được trao giải Nobel, cuốn tiểu thuyết này được đặc biệt đánh giá cao. Năm 1974, được bầu làm Chủ tịch International PEN, Böll nhiệt tình giúp đỡ những nhà văn gặp khó khăn, đóng góp đáng kể cho tổ chức này. Chính Böll đã đón nhà văn Nga lưu vong Alexandr Isayevich Solzhenitsyn về sống chung một thời gian, và ông ngày càng tích cực tham gia vào các cuộc tranh luận chính trị. Trong thập niên 1980, Böll trở thành một trong những nhà lãnh đạo phong trào hòa bình và chống sử dụng vũ khí hạt nhân. Ngoài sự nghiệp sáng tác, Böll còn là một dịch giả; ông đã cùng với vợ dịch hàng loạt tác phẩm văn học Mỹ. Năm 1985 nhà văn 67 tuổi mất tại nhà riêng của con trai ông ở ngoại ô Bonn.

## Tác phẩm
- Das Vermächtnis (Di sản, 1947, in 1985), tiểu thuyết
- Der Zug war pünktlich (Chuyến tàu đến đúng giờ, 1949), truyện vừa
- Wanderer, kommst du nach Spa (Lãng khách, khi nào người đến Spa, 1950), tập truyện ngắn
- Wo warst du, Adam? (Người ở đâu, Adam?, 1951), tiểu thuyết
- Die schwarzen Schafe (Con cừu đen, 1951), truyện ngắn
- Und sagte kein einziges Wort (Và đã không nói một lời duy nhất, 1953), tiểu thuyết
- Haus ohne Hüter (Ngôi nhà không người chăm nom, 1954), tiểu thuyết
- Das Brot der frühen Jahre (Bánh mì những năm đầu, 1955), truyện
- Billard um halb zehn (Ván bi-a lúc chín rưỡi, 1959), tiểu thuyết
- Ansichten eines Clowns (Qua con mắt của chú hề, 1963), tiểu thuyết
- Entfernung von der Truppe (Tự tiện vắng mặt, 1964), truyện
- Ende einer Dienstfahrt (Kết thúc một chuyến công cán, 1966), truyện
- Frankfurter Vorlesungen (Những bài giảng ở Frankfurt, 1966), tiểu thuyết
- Gruppenbild mit Dame (Bức chân dung tập thể với một quý bà, 1971), tiểu thuyết
- Die verlorene Ehre der Katharina Blum (Danh dự bị lăng nhục của Katharina Blum, 1974), truyện vừa
- Fürsorgliche Belagerung (Sự vây bủa ân cần, 1979), tiểu thuyết
- Bild, Bonn, bonnisch (Hình ảnh, Bonn, về Bonn, 1984), tiểu luận
- Frauen vor Flusslandschaft (Phụ nữ trên miền sông nước, 1985), tiểu thuyết